# Monty Python's Flying Circus
Monty Python's Flying Circus è una serie televisiva britannica, prodotta in 4 stagioni per un totale di 45 episodi, trasmessa dalla BBC, dal 1969 al 1974. Fu concepita, scritta ed interpretata da Graham Chapman, John Cleese, Terry Gilliam, Eric Idle, Terry Jones e Michael Palin, che da allora vennero chiamati i Monty Python.
Liberamente strutturato come insieme di sketch, ma con un innovativo approccio tipo "flusso di coscienza" (supportato dalle animazioni di Terry Gilliam), lo spettacolo andò oltre i confini di ciò che era considerato accettabile, sia in termini di stile che di contenuto, ed ha avuto una duratura influenza, non solo sulla commedia britannica, ma a livello internazionale.
In Italia la serie è stata trasmessa su Italia 1 nei primi anni novanta e poi anche su Jimmy. L'edizione in DVD è stata presentata con l'audio originale in inglese sottotitolato in italiano, senza il doppiaggio utilizzato per la trasmissione televisiva.

## La serie televisiva

### Storia
Nel 1969 John Cleese era il comico più famoso dei sei, grazie alle sue apparizioni in The Frost Report e At Last the 1948 Show dove lavorava in coppia con Graham Chapman. La BBC propose loro un programma autonomo, ma Cleese non se la sentì di realizzarlo solo con Chapman che già allora accusava problemi di alcolismo. Chiamò allora Michael Palin con cui aveva già lavorato nello speciale How to Irritate People. Palin lavorava da anni in coppia con Terry Jones e i due, con Eric Idle e Terry Gilliam, erano reduci dal successo della trasmissione Do Not Adjust Your Set ed erano in attesa da tempo della conferma di un altro programma su ITV. Palin acconsentì di unirsi solo se avesse potuto portare i compagni, e così il gruppo si formò.
Per fare accettare la cosa alla BBC i sei si divisero il compenso previsto inizialmente. In cambio ebbero la più ampia libertà creativa. Tutti infatti avevano subito in passato rifiuti e modifiche inopportune quando avevano presentato materiale divertente ma non convenzionale. Per sfruttare appieno la libertà di cui godevano decisero di non mettere in risalto nessuna delle loro personalità, elencando i loro nomi in ordine alfabetico nei titoli di coda. Il materiale scritto da ognuno doveva avere il solo requisito di far ridere, e per determinarlo venivano organizzate sessioni di lettura in gruppo durante le quali si decideva per votazione.
Per il programma vennero proposti molti nomi possibili, e molti di quelli scartati divennero i titoli delle prime puntate. Nelle riunioni interne della BBC però ci si riferiva da tempo al programma con il nome Flying Circus, quindi al gruppo venne chiesto di non variare troppo il titolo per non dover riscrivere tutti i memorandum interni. Per un po' si scelse il titolo Gwen Dibley's Flying Circus da un nome preso a caso nell'elenco telefonico, poi si passò al Monty Python's Flying Circus. Cleese aveva lanciato l'idea del pitone, come animale buffo e sgradevole. Idle aveva riportato il nome Monty, che richiamava il tipico businessman londinese. Monty Python doveva essere un viscido agente dello spettacolo, ma questo spunto non fu mai approfondito.
Il regista designato fu Ian McNaughton, che secondo il gruppo aveva il giusto spirito anarchico. Durante le riprese dei primi quattro episodi tuttavia questi era in vacanza, e la regia fu di John Howard Davies, più metodico e per questo preferito da Cleese. La musica della sigla era Liberty Bell March di John Philip Sousa.
Ogni episodio era scritto e pianificato nei minimi dettagli. Le riprese in esterni si facevano tutte in anticipo, per tutti gli episodi della stagione. Durante queste c'era un po' di spazio per l'improvvisazione in quanto i tempi non erano molto stretti. Le scene di studio invece si montavano e si provavano durante la settimana che precedeva la registrazione. Le riprese si facevano il sabato sera alla BBC, nell'arco di un'ora e mezza, davanti ad un pubblico reale, e le variazioni concesse erano minime. Le animazioni di Terry Gilliam spesso erano pronte poche ore prima della proiezione, e gli altri Python avevano a malapena il tempo di guardarle tra un cambio e l'altro dei costumi.
Il pubblico delle prime puntate era piuttosto convenzionale e reagì con risate poco intense. In seguito il pubblico si riempì dei nuovi fan del gruppo e rispose sempre più calorosamente.
Il primo episodio del Monty Python's Flying Circus venne registrato il 7 settembre 1969, e trasmesso il 5 ottobre dello stesso anno. Il successo non fu immediato ed all'inizio il programma venne continuamente spostato di orario. In breve però si creò un pubblico numerosissimo e in seguito la BBC produsse ancora tre stagioni del programma. I sei da allora vennero chiamati i Monty Python. Tra le comparse regolari del cast si ricordano Carol Cleveland, Connie Booth, Neil Innes e The Fred Tomlinson Singers (per i numeri musicali).
Fu Cleese a decretarne la fine. A differenza degli altri, che vedevano nel programma il mezzo ideale per continuare a sperimentare, giudicò che già a metà della seconda stagione il gruppo aveva sfruttato completamente quella piattaforma e stava cominciando a ripetersi. Accettò controvoglia di terminare la stagione e di realizzare anche la terza, dopodiché si rivolse ad altri progetti, peraltro con successo. Continuò in ogni caso a lavorare nelle produzioni cinematografiche, discografiche e nei tour del gruppo. La quarta stagione del programma venne realizzata senza di lui e durò solo 6 episodi anziché 13.
L'ultima puntata venne registrata il 16 novembre 1974, e trasmessa il 5 dicembre.
Lo show ebbe molta fortuna negli Stati Uniti, dove tuttavia arrivò solo in seguito alle prime imitazioni comparse al Saturday Night Live e pertanto non venne apprezzato in tutta la sua originalità. In seguito alla messa in onda di episodi malamente censurati, i Monty Python fecero causa in quanto i contratti di cessione non riconoscevano il diritto alla manomissione delle puntate. Chiesero la totale proprietà sui diritti di distribuzione della serie e la ottennero.
Il 14 novembre 2008, in seguito alla continua pubblicazione illegale degli sketch della trasmissione su YouTube, i Monty Python aprirono il Monty Python Channel per la pubblicazione gratuita di tutto il loro materiale in alta definizione.

### Contenuti
Per la maggior parte dei membri del gruppo il programma sarebbe stato la vetrina in cui esporre gli sketch meno convenzionali e più divertenti, che altrove sarebbero stati rifiutati o rovinati. Fu Jones a proporre con veemenza la questione della forma da dare al programma, e la risolse con la formula del flusso di coscienza: il passaggio da uno sketch all'altro sarebbe stato fluido (come se si fosse trattato della continuazione dello stesso sketch o come se il precedente fosse contenuto nel successivo o in altri modi ancora). In questo modo la libertà del gruppo si accresceva, in quanto non era più necessario terminare gli sketch con la convenzionale battuta finale (punch line).
I membri dei Monty Python avevano un'educazione di alto livello (laureati a Oxford e Cambridge) che si rivelava in alcuni sketch (incentrati per esempio su filosofi e figure letterarie), ma non scrissero mai con un obiettivo puramente intellettuale. La loro produzione si inquadra piuttosto in un periodo in cui tutte le arti popolari stavano attraversando un periodo rivoluzionario, di rottura con il passato, ricevendo un supporto fondamentale soprattutto dal pubblico. Il background culturale dei singoli Python quindi fornì loro anzitutto gli strumenti per riconoscere le convenzioni e per affrontarle in un modo nuovo e stimolante.
Le tecniche comiche utilizzate nei loro sketch spaziarono infatti in ogni genere possibile:
- satira di costume (per esempio le rappresentazioni dei professionisti londinesi o delle casalinghe inglesi)
- satira politica (per esempio i diretti riferimenti ai politici dell'epoca)
- satira del mezzo (per esempio i numerosi sketch basati sulle convenzioni televisive)
- parodia (per esempio i film di Peckinpah e di Pasolini)
- caricatura (per esempio i mafiosi o Timmy Williams caricatura di David Frost)
- grottesco (per esempio gli sketch dei becchini o dei Gumbies)
- volgare (al funerale di Chapman, John Cleese si proclamò il primo ad aver detto Shit alla BBC)
- slapstick (per esempio la Fish dance)
- grammelot (per esempio i conferenzieri francesi)
- linguaggio (per esempio l'uomo che finisce le frasi o l'uomo che parla per anagrammi)
- molte altre tecniche (vedi Tecniche del comico)
- nonsense

Quest'ultima categoria in realtà racchiude quanto non altrimenti classificabile nella produzione dei Python. In molti dei loro sketch effettivamente è difficile capire cosa fa ridere. I Python stessi si stupirono che negli Stati Uniti molti fan conoscessero a memoria sketch che nelle intenzioni potevano essere capiti solo da veri britannici, e che quindi venivano interpretati come nonsense dagli americani.

### Personaggi
Tra i personaggi più memorabili del Flying Circus si possono ricordare:
- L'uomo It's (Palin), un uomo trasandato, con abiti strappati e una lunga barba incolta, che appare all'inizio del programma e pronuncia it's... prima di essere interrotto bruscamente dai titoli di testa. All'epoca erano di tendenza titoli di programmi che cominciavano con It's....
- L'annunciatore (Cleese) seduto a una scrivania, spesso in luoghi improbabili, come una foresta o una spiaggia. La sua battuta, "And now for something completely different" (e ora qualcosa di completamente diverso), presa dal frasario classico del presentatore di notiziari, veniva usata come introduzione ai titoli di testa o come semplice mezzo per passare da uno sketch all'altro. Divenne il tormentone dello show, e servì anche da titolo per il primo film del gruppo.
- Il cavaliere in armatura con in mano un pollo di gomma (Gilliam) con cui a volte colpisce in testa il protagonista di uno sketch per interromperlo definitivamente.
- Il vichingo (Palin) che interrompe inspiegabilmente gli sketch per dire "Comunque," dopo di che lo sketch (di solito) riprende in maniera normale.
- L'organista nudo (interpretato nel primo episodio da Gilliam, e successivamente da Jones) che esegue una breve fanfara per sottolineare certi sketch (normalmente parodie di quiz) o per introdurre la sigla iniziale.
- Mr. Eric Praline (Cleese), il tipico borghesuccio inglese di mezza età scontroso e pomposo che appare per la prima volta nello sketch Il pappagallo morto.
- Il negoziante (Palin) che parla con accento Cockney. Compare negli sketch Il pappagallo morto, Il negozio di formaggi e Licenza per pesci. Spesso viene raffigurato insieme a un cliente nevrotico (Cleese).
- Biggles (Chapman, originariamente Jones), il protagonista di una popolarissima serie di romanzi avventurosi per ragazzi di W. E. Johns.
- Le Pepperpots (interpretate da tutti i Python), delle stridule casalinghe della classe sociale medio-bassa che spesso sono impegnate in conversazioni surreali. Il loro nome (in italiano: pepaiola) deriva dalla loro forma convessa. La maggior parte dei ruoli femminili venivano interpretati dai Python vestiti con abiti da donna, mentre i ruoli di donne più giovani venivano interpretati da attrici, specie Carol Cleveland e Connie Booth che avevano uno spirito più affine ai Python.
- I Gumbies, un gruppo di grottesche caricature di bruti di campagna (interpretati da tutti i Python), tutti con gli stessi pantaloni arrotolati al ginocchio, occhialini tondi senza montatura, sottili baffetti alla Charlie Chaplin e fazzoletti annodati in testa. Parlano come dei ritardati ma in tono arrogante.
- Il reverendo Arthur Belling (interpretato da Chapman e da Palin), il vicario della St. Loony Up The Cream Bun and Jam. Appare in due sketch: nel primo ha il compito di condurre la gente sana alla pazzia, nel secondo riesce educatamente a "convertire" una coppia alla sua bizzarra setta.
- Mr. Badger (Idle), uno scozzese la cui specialità è interrompere gli sketch. Compare anche come dirottatore aereo, e viene intervistato (da Cleese) riguardo alla sua interpretazione della Magna Carta.
- Gli Shabbies, individui lerci e sporcaccioni che tossiscono e sputacchiano, impersonati da Palin o da Jones.
- I Bruce, un gruppo di australiani tutti di nome Bruce. Bevono birra e vino, odiano i filosofi e dicono di essere simili a Socrate e a Dio. Sono impersonati da tutti i Python e compaiono sia nella serie che nello spettacolo all'Hollywood Bowl, dove cantano la canzone dei filosofi ubriachi.
- I becchini stanchi (interpretati da tutti i Python), che compaiono in una sola puntata. Sono becchini che portano una bara sulle spalle e si stancano tantissimo. Ogni tanto uno di loro muore e viene messo dentro la bara. Appaiono anche ne Lo sketch delle pompe funebri.
- Luigi Vercotti, un mafioso italiano interpretato sempre da Palin. Ogni tanto si vede anche suo fratello, Dino (Jones).
- Arthur Pewty (Palin), un uomo noioso e inetto che compare per la prima volta nello sketch Il consulente matrimoniale, poi negli sketch Il ministero delle camminate strambe e La clinica per litigare. È spesso ritratto in un ufficio insieme a delle figure autoritarie (spesso interpretate da Cleese o da Chapman).
- Il cardinale Ximinez (Palin), un inquisitore spagnolo. Compare in una puntata per lo sketch dell'inquisizione spagnola insieme al cardinale Biggles (Jones) e al cardinale Fang (Gilliam), e in un'altra per specificare che dopobarba usa in un Vox Pop, uno degli sketch nei quali viene "data voce" ai cittadini riguardo a ciò che appare in altri sketch.
- I Francesi (Cleese e Palin): due caricature di francesi che indossano camicie a righe, pantaloni attillati e un basco e parlano un incomprensibile francese maccheronico. L'unica cosa che fanno è tenere conferenze, in un caso sulle "pecore a motore" (Sesso e violenza) e nell'altro sulla "Marche Futile" (Dinsdale).
- Un proprietario di night club (Palin) che indossa un frac rosso e sorride sempre. Collega gli sketch con un'introduzione e poi ricompare alla fine dello sketch.
- Il Cardinale Richelieu (Palin) che appare in una puntata in cui si scopre che in realtà la sua vera identità è Ron Higgins, abile impersonatore del cardinale Richelieu. Appare anche mentre impersona Petula Clark.
- "Il colonnello" (Chapman), che interrompe gli sketch quando le cose si fanno "troppo assurde".
- Raymond Luxury Yacht (Chapman), un uomo che è apparentemente "uno dei più grandi specialisti della pelle". Generalmente indossa un enorme naso finto fatto di polistirolo e in realtà il suo nome si pronuncia "Throatwobbler Mangrove". Appare in due episodi, uno dove viene intervistato e l'intervistatore (Palin) lo definisce "un uomo molto sciocco", e in "Come riconoscere diverse parti del corpo", della seconda serie, dove va da un chirurgo plastico (Cleese) per avere un'operazione, ma finisce per andare in una vacanza romantica con il medico. In quest'ultimo episodio, quando è inquadrato il lunghissimo cartello con il nome del dottore, suona Amhrán na bhFiann[7]

### Sketch celebri
Tra gli sketch più famosi si ricordano:
- La barzelletta più divertente del mondo
- Il racket per la protezione dell'esercito
- Il pappagallo morto
- La canzone del taglialegna
- I fratelli Piranha
- L'inquisizione spagnola (citata anche nel film Sliding Doors)
- Il ministero delle camminate strambe
- Spam (da cui deriva il termine spam usato in informatica)
- La clinica per litigare
- Il negozio di formaggi
- La canzone dei filosofi

Si noti che la maggior parte di questi sketch appaiono nelle prime due stagioni. La loro fama è dovuta soprattutto alla loro inclusione nel film che ne venne estratto: E... ora qualcosa di completamente diverso, che venne girato a cavallo tra la seconda e la terza stagione.

## Episodi
| Stagione         | Episodi | Prima TV originale | Prima TV Italia |
| ---------------- | ------- | ------------------ | --------------- |
| Prima stagione   | 13      | 1969-1970          |                 |
| Seconda stagione | 13      | 1970               | 1993            |
| Terza stagione   | 13      | 1972-1973          |                 |
| Quarta stagione  | 6       | 1974               |                 |

## Altri media
Versioni modificate e solamente audio di alcuni sketch della serie vennero incluse nel primo album dei Monty Python, Monty Python's Flying Circus (1970).
Alla serie è ispirato anche il primo videogioco sui Monty Python, Monty Python's Flying Circus (1990), pubblicato dalla Virgin Games per diversi tipi di computer.